# Dominique Pinon
Dominique Pinon (n. Saumur; 4 de marzo de 1955) es un actor francés, conocido sobre todo por su participación en las películas del director Jean-Pierre Jeunet. 

## Carrera
Ha trabajado tanto en teatro como en cine y es conocido sobre todo por su participación en las películas del director Jean-Pierre Jeunet. 
En teatro ha aparecido en obras de Gildas Bourdet, Jorge Lavelli y Valère Novarina. También ha trabajado en tres películas de terror del director británico Johannes Roberts y en la película de Álex de la Iglesia Los crímenes de Oxford. 
En 2015 se unió como actor invitado al elenco de la segunda temporada de la popular serie Outlander, en la cual interpretó al misterioso Master Raymond.

## Filmografía

### Televisión
| Año             | Título    | Rol            | Notas       |
| --------------- | --------- | -------------- | ----------- |
| 2014 - presente | Outlander | Master Raymond | 5 episodios |

### Cine
| Año  | Título                                  | Rol                               | Fecha de estreno        |
| ---- | --------------------------------------- | --------------------------------- | ----------------------- |
| 1981 | Diva                                    | El cura                           | 11 de marzo de 1981     |
| 1985 | Le téléphone sonne toujours deux fois!! | M. Pichon                         | 23 de enero de 1985     |
| 1988 | La leyenda del santo bebedor            |                                   |                         |
| 1989 | Foutaises                               | Narrador                          | 1989                    |
| 1989 | Historia de una revolución              | Jean-Baptiste Drouet              | 1989                    |
| 1990 | 1871                                    | Napoleón III                      | 1990                    |
| 1991 | Delicatessen                            | Louison                           | 17 de abril de 1991     |
| 1995 | La ciudad de los niños perdidos         | Inventor y clones                 | 17 de mayo de 1995      |
| 1997 | Alien: resurrección                     | Vriess                            | 26 de noviembre de 1997 |
| 2000 | Sabotage!                               | Armani                            | 8 de noviembre de 2000  |
| 2001 | Amélie                                  | Joseph                            | 25 de abril de 2001     |
| 2003 | La gran aventura de Mortadelo y Filemón | Fredy Mazas                       | 7 de febrero de 2003    |
| 2004 | Hellbreeder                             | Detective Weiss                   | 16 de marzo de 2004     |
| 2004 | Un compromiso muy largo                 | Sylvain, tío de Mathilde          | 27 de octubre de 2004   |
| 2004 | Darkhunters                             | Charlie Jackson                   | 2004                    |
| 2007 | La luna en botella                      | Pascal Rossignol                  | 2007                    |
| 2007 | Roman de Gare                           | Pierre Laclos, secretario         | 2007                    |
| 2007 | Midsummer Madness                       | Toni                              | 2007                    |
| 2007 | When Evil Calls                         | Detective Ringwald                | 2007                    |
| 2008 | Los crímenes de Oxford                  | Frank, padre de una chica enferma | 2008                    |
| 2009 | Mic Macs, a tire larigot                | Theodore Henry                    | 2009                    |
| 2009 | Humans                                  |                                   | 2009                    |
| 2011 | Crédit pour tous                        | Gobert                            | 2011                    |
| 2013 | The Young and Prodigious T.S Spivet     | Dos Nubes                         | 2013                    |

### Cortometrajes
| Año  | Título                  | Rol                 | Notas |
| ---- | ----------------------- | ------------------- | ----- |
| 2009 | The Clown (Le Queloune) | Patrice Le Vignoble | 2009  |

## Premios y nominaciones
| Año  | Categoría                                     | Premio         | Trabajo nominado | Resultado |
| ---- | --------------------------------------------- | -------------- | ---------------- | --------- |
| 2017 | Best Guest Performance on a Television Series | Premios Saturn | Outlander        | pendiente |